# Rolls-Royce Phantom VI
El Phantom VI fue un modelo ultra-exclusivo de Rolls-Royce construido entre 1968-1990.
Basado en el Phantom V, el Phantom VI tenía un salpicadero de nuevo diseño y estaba alimentado por un motor derivado del presente Rolls-Royce Silver Shadow. La mayor parte de la carrocería fue creada por Mulliner Park Ward, mayoritariamente en forma de limusinas, aunque también se realizaron versiones landaulets. Por lo menos se construyeron dos convertibles, una de dos puertas y la otra de cuatro puertas, ambas diseñadas por el carrocero italiano Frua. Por lo menos también se incorporó un coche fúnebre.
El Phantom VI fue el último Rolls-Royce con chasis separado. Contaba con muelles helicoidales delanteros, suspensión de ballesta trasera, y frenos de tambor en las cuatro ruedas. El coche estaba alimentado por un doble carburador SU V8 a 90 grados de 6.230 cc de 104 mm de calibre, con una caja de cambios automática de 4 velocidades. En una modernización de 1979, la capacidad del motor fue aumentada a 6.750 cc, una caja de cambios de 3 velocidades donde se sustituyó el convertidor, y se proporcionaron unidades de aire condicionado delantero y trasero independientes. La inclusión del motor del Rolls-Royce Silver Spirit en 1982 aumentó la cilindrada del motor una vez más, hasta 6.750 cc.

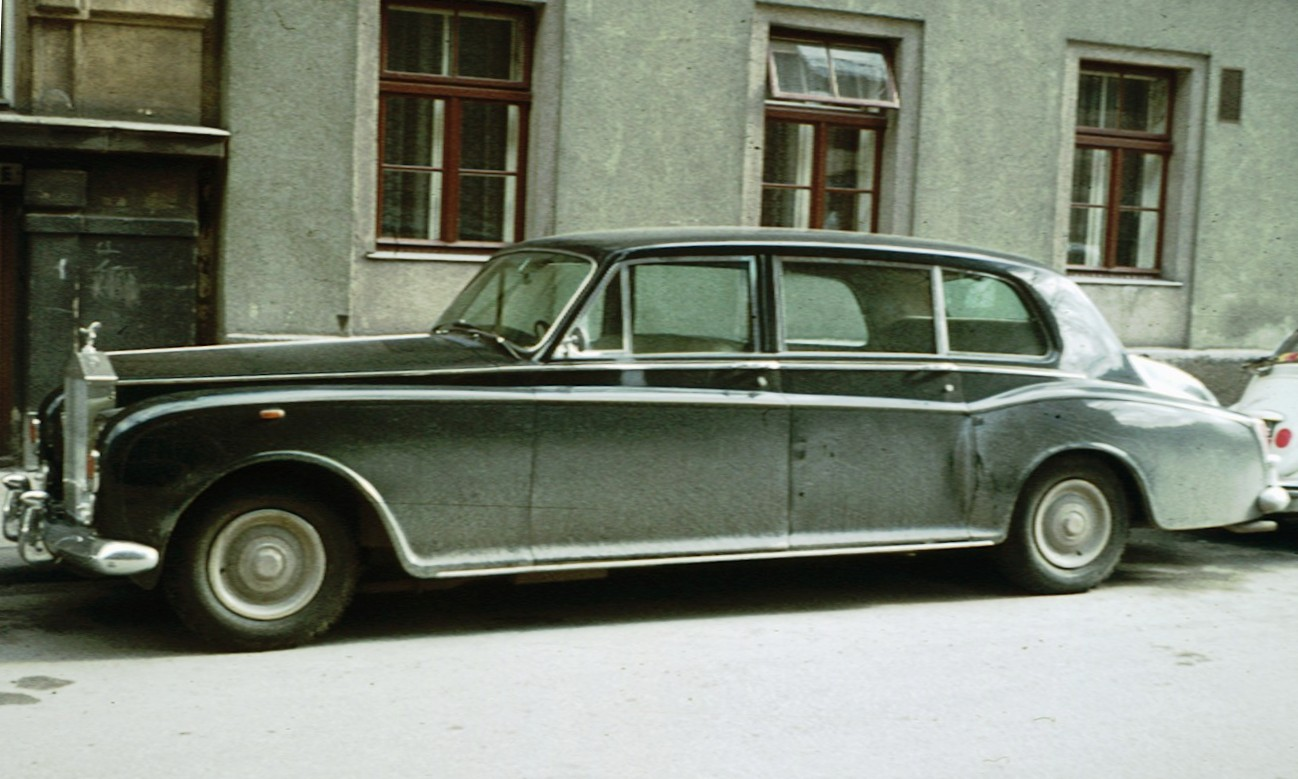
Rolls-Royce Phantom VI de perfil.

Un total de 374 Phantom VI fueron construidos. Se discutió el diseño de un Phantom VII en base al cuerpo del Silver Shadow en la década de 1970, pero los planes fueron desechados. No se construyeron prototipos. 
La flota de vehículos del rey Carlos III incluye dos Rolls-Royce Phantom VI, el personalizado "Coche del Jubileo de Plata" presentado por la industria británica para celebrar el 25° aniversario de su madre en el trono en 1977, y un modelo más convencional de 1986. El Coche del Jubileo de Plata, con su techo alto y su zona acristalada ampliada, era el "Coche Número Uno del Estado" hasta la introducción de los dos Bentley State Limousines (Limusinas Bentley del Estado) en 2002. Como los otros coches del Estado, los Phantom VI no tienen placas de matrículas y tienen soportes especiales para el estandarte real y el escudo de armas. Cuando es utilizado por el rey el Espíritu del Éxtasis es remplazado por un modelo de plata personalizado de San Jorge matando al dragón, si está en Inglaterra.
En la tarde del 9 de diciembre de 2010, el coche fue atacado en una manifestación de estudiantes mientras transportaba al entonces príncipe de Gales y a su mujer, Camila, en Londres. La pareja no fue dañada, pero el coche fue cubierto de pintura y una de las ventanas laterales fue golpeada. Aunque las ventanas estaban reforzadas, el vehículo no estaba blindado. El coche fue utilizado para transportar a Catherine Middleton a su boda con el príncipe Guillermo.
En septiembre de 2010 un Phantom VI que pertenecía a Mohammad Reza Pahlavi el último Shah de Irán fue puesto en exhibición en el Complejo del Palacio de Niavaran en Teherán.
Un Rolls-Royce Phantom VI de los años 1970 es el Coche de Estado del Gobernador-General de la Mancomunidad de Australia. Es utilizado solo en raras ocasiones, como al apertura del Parlamento o la jura de un nuevo Gobernador-General.

## Phantoms de posproducción
Por lo menos un Phantom fue construido en 1995 por orden del Sultán de Brunéi. Este coche fue llamado Rolls-Royce Phantom V Limousine, aunque fue enjendrado después del Phantom VI. El exterior es muy similar al Phantom VI. Lleva el mismo motor que el Silver Spur III, un L410 sin turbo y sin catalizador.
Otros tres Phantoms fueron construidos entre 1995 y 1997, también por orden del Sultán de Brunéi. Este coche fue llamado Rolls-Royce Cloudesque y algunas veces referido como Rolls-Royce Phantom VII. El exterior recuerda una limusina Phantom V alargada; la longitud extra siendo añadida en el soporte trasero. El maletero fue rediseñado, pareciéndose más a un Silver Seraph. Los faros fueron diseñado con el estilo del Silver Cloud III (pero con los contorno cromados), de aquí el nombre Cloudesque.